# FABP7
FABP7 (англ. Fatty acid binding protein 7, brain) — белок, связывающий жирные кислоты, тип 7, экспрессируемый в мозге, (англ. Brain lipid binding protein, BLBP — жиросвязывающий белок мозга) — белок, принадлежащий к семейству белков, связывающих жирные кислоты (БСЖК). Как и другие БСЖК, FABP7 может играть роль в захвате, транспорте и метаболизме жирных кислот. По данным одного исследования, FABP7 связывает докозагексаеновую кислоту с наибольшей аффинностью из всех белков своего семейства.
Экспрессия FABP7 характерна для клеток радиальной глии в период развития ЦНС и для нейрональных клеток-предшественников во взрослом мозге. Пик экспрессии FABP7 отмечается в момент рождения.Считается, что большая часть нейрональных популяций берут начало от FABP7-позитивных предшественников.
Отмечен суточный ритм экспрессии FABP7 в мозге, с пиком в тёмное время суток.
Показано, что белок рилин, активируя рецептор Notch1, индуцирует экспрессию FABP7.

## Роль в заболеваниях

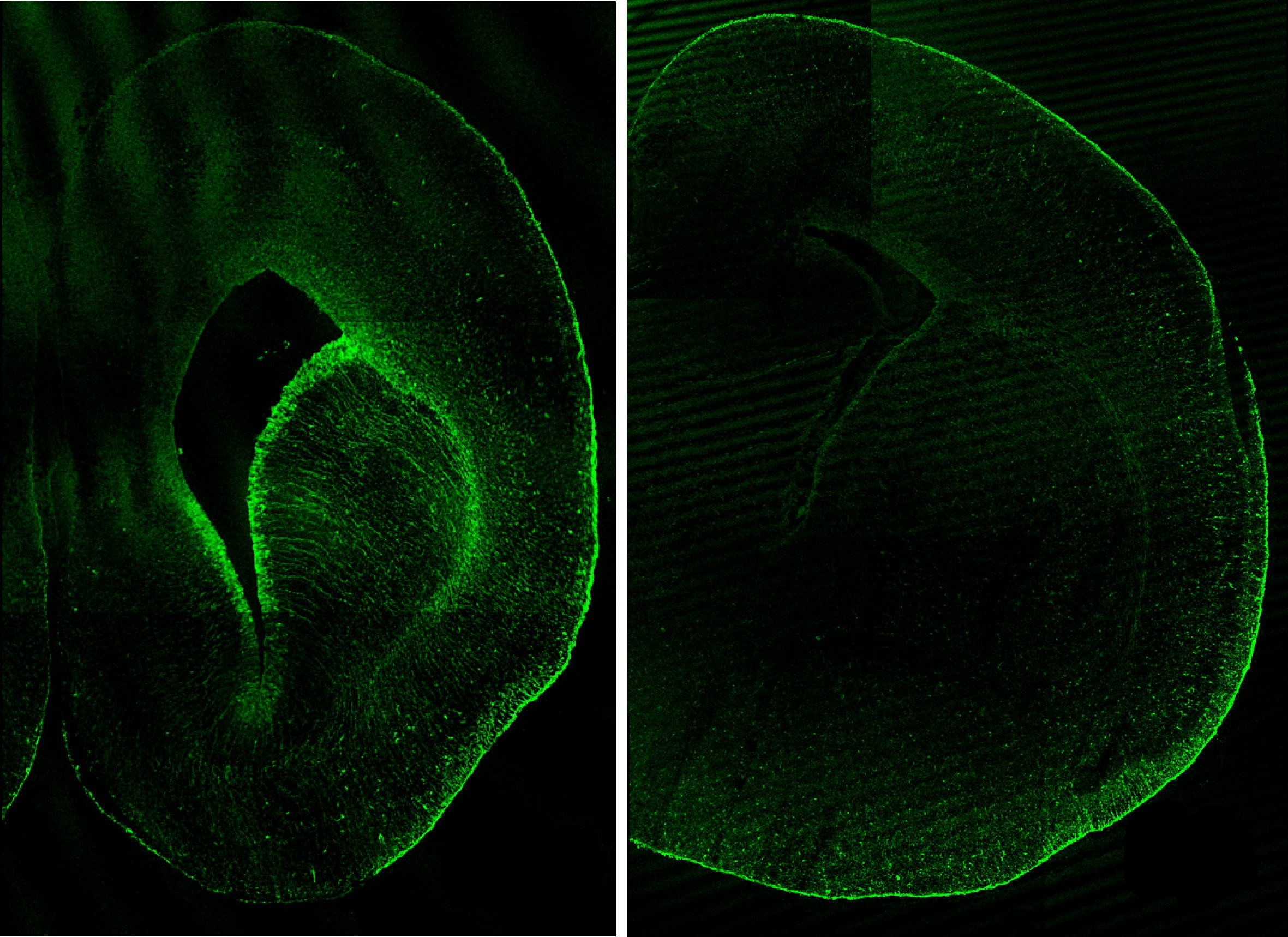
FABP7 в мозге мыши на 16 эмбриональный и 0 постнатальный дни. Экспрессия белка высока в областях с выраженно протекающим нейрогенезом: вентрикулярной зоне и радиальной глии

Локус 6q22.31, в котором расположен ген, по данным мета-анализа исследований, связан с шизофренией.
К 2008 году было проведено два исследования на предмет возможной связи FABP7 с шизофренией, из них первое, в котором проверялся лишь один SNP, показало отсутствие связи, а второе, в ходе которого рассматривались семь SNP, дало позитивный результат, но ассоциация с заболеванием была статистически значимой только у мужчин. В том же исследовании была показана связь гена FABP7 с показателями преимпульсного ингибирования (PPI) у мышей; нарушение PPI является эндофенотипной чертой шизофрении, наблюдаемой у больных и их родственников.
Повышенная экспрессия FABP7 обнаруживается в фетальном мозге при синдроме Дауна, она предположительно обусловлена повышенной экспрессией гена PKNOX1.